# 觀音寺 (開城市)
觀音寺是一座位於朝鮮開城特別市開城工業地區之天摩山的山麓上之大興山城裡的佛寺。

## 位置
大興山城裡的北門約一公里的距離的一座佛寺，它們之間有一棟新建的兩層朝鮮式朴淵招待所。

## 建築歷史
始建議於高句麗時期（公元970年），在公元1383年再擴建。後來在朝鮮王朝的壬辰衛國戰爭時期（公元1592年至1598年）被來自日本的倭寇焚毀，在公元1646年再度被重建。

## 建築特式
- 觀音寺周遭風景優美，現存建築有「大雄殿」和「僧房」，院裡還有高麗（公元918年至1392年）時期建造的「七層石塔」和著名的「觀音窟」。
- 「大雄殿」的屋頂是佛寺少見的廡殿式屋頂，殿內的「佛龕」、華麗的丹青和斗拱，跟3尊佛像顯得十分和諧。「大雄殿」旁懸崖上的「觀音窟」裡原來供奉兩尊觀音菩薩像，現時其中一尊已被移到朝鮮的首都平壤市之朝鮮中央歷史博物館陳列。它是用白色大理石精雕細刻的觀音菩薩坐像，顯示著高麗時期高超的型式藝術水準。